# Statenverkiezingen Aruba 2005
Op 23 september 2005 vonden in Aruba verkiezingen plaats voor de Staten van Aruba. Deze verkiezingen waren periodieke verkiezingen, die gehouden werden voor 21 zetels in de Staten. De zittingstermijn bedroeg vier jaar.

## Partijen en uitslag
| Lijst | Partij      | Lijsttrekker   |
| ----- | ----------- | -------------- |
| 1     | MEP         | Nelson Oduber  |
| 2     | MPA         | Monica Kock    |
| 3     | PPA         | Benny Nisbet   |
| 4     | PDR         | Andin Bikker   |
| 5     | RED         | Rudy Lampe     |
| 6     | AVP         | Mike Eman      |
| 7     | ALIANSA/MSA | Robert Wever   |
| 8     | PPT/SB      | Gregorio Wolff |
| 9     | OLA         | Glenbert Croes |

De uitslag van deze verkiezingen was als volgt:
| Partij                                                     | Stemmen | %     | Zetels | +/– |
| ---------------------------------------------------------- | ------- | ----- | ------ | --- |
| Movimiento Electoral di Pueblo                             | 22.002  | 42,87 | 11     | –1  |
| Arubaanse Volkspartij                                      | 16.725  | 32,59 | 8      | +2  |
| Movimiento Patriotico Arubano                              | 3.661   | 7,13  | 1      | +1  |
| RED Democratico                                            | 3.330   | 6,49  | 1      | +1  |
| Partido Democracia Real                                    | 2.414   | 4,70  | 0      | -   |
| Organisacion Liberal Arubano                               | 1.725   | 3,36  | 0      | -1  |
| Partido Patriotico di Aruba                                | 1.092   | 2,13  | 0      | -2  |
| Aliansa Democratico Arubano/Movimiento Socialista di Aruba | 237     | 0,46  | 0      | 0   |
| Plataforma Politico di Trahador/Summum Bonum               | 131     | 0,26  | 0      | -   |
| Uitgebrachte geldige stemmen                               | 51.317  | 100   | 21     | 0   |
| ongeldig/blanco                                            | 673     | 1,29  |        |     |
| Aantal uitgebrachte stemmen / opkomstpercentage            | 51.990  | 85,74 |        |     |
| niet opgekomen                                             | 8.645   | 14,26 |        |     |
| Aantal kiesgerechtigden                                    | 60.635  |       |        |     |

Na de verkiezingen formeerde MEP het kabinet-Oduber IV.